# Stordammtjärnen, Dalarna
Stordammtjärnen är en sjö i Malung-Sälens kommun i Dalarna och ingår i Dalälvens huvudavrinningsområde.